# 安德烈亚·曼特尼亚
安德烈亚·曼特尼亚（Andrea Mantegna，约1431年—1506年9月13日）是一名意大利画家，也是北意大利第一位文艺复兴画家。他是罗马考古学家雅科波·贝利尼的女婿及学生。安德烈亚在透视法上做了很多尝试，以此创造更宏大更震撼的视觉效果，如《哀悼死去的基督》中他选择从基督的脚的角度描绘基督的尸体。他的风景画的金属感和一些人物的石头质感证明了当时画家基于雕像的原理作画的方式。他领导的工作室是1500年以前威尼斯主要的版画制作室。

## 生平

### 少年时代
曼特尼亚出生于意大利东北部帕多瓦城附近的卡尔图洛岛，是木匠比亚焦的次子。十一岁的时候，他成为帕多瓦画家弗朗切斯科·斯夸乔内（Francesco Squarcione）的学徒。 
曼特尼亚的早期职业生涯受佛罗伦萨画派的很大影响。斯夸乔内是一个对古罗马极度狂热的人，他对曼特尼亚的影响可能解释曼特尼亚后来的一些创新。十七岁时，曼特尼亚离开了斯夸乔内。后来曼特尼亚声称斯夸乔内从自己的作品中不正当获利。
他的第一部作品（现已亡佚）是1448年在圣索非亚教堂的祭坛画。同年，曼特尼亚与一大群画家一起参与了奥维泰里教堂装修。一系列的巧合后，曼特尼亚独自一人完成了大部分的工作。
这一系列作品在1944年盟军轰炸帕多瓦时几乎完全被毁。壁画中最引人注目的作品是在以超低视角画出的《圣詹姆士在行刑路上》。
其他早期的壁画有1452年帕多瓦的圣安东尼奥教堂的入口门廊，以及1453年为圣朱斯蒂娜教堂作的圣卢卡祭坛画（现存于米兰的布雷拉画廊）。作为一位年轻的艺术家，曼特尼亚来到雅科波·贝利尼门下，并在1453年得到雅科波同意与其女尼可洛希亚（Nicolosia）结婚。

### 画家生涯
1460 年，他移居曼托瓦，担任宫廷画家。他在那里为貢扎加家族的公爵宮画了一套婚礼房（Camera degli Sposi）壁画。画在墙壁上的诸多人像，看起来俨然是室内空间的延续，同时，在天花板上画了一座阳台，阳台上的人则在广阔的天空之下俯视室内。这是文艺复兴时代第一个完全有“仰角透视”的幻觉装饰画。这种构想在拉斐尔（Raphael）和科雷吉欧（Correggio）之前没有人加以探讨，直到巴洛克时代始得充分发展。
15世纪意大利的美术，因各个城市的经济与政治形势不同，形成了以各个城市为中心派别，除了中心城市佛罗伦萨集中了最多的艺术家之外，其他城市的画家也各有自己的特色。如以中部意大利安布利亚地区为主的安布利亚画派，以北部意大利帕多瓦城为中心的帕多瓦画派，还有以罗马、米兰、威尼斯等城市为中心的各该地区的风格与流派，都有各自的长处与特点。画家曼特尼亚是帕多瓦画派的杰出代表，他的特点是，人物形象带有一种古典雕刻般的轮廓，体积感很强，而且喜欢表现英雄般的人物气概，作品令人肃然起敬。这是因为他自小向往古希腊罗马时代的艺术造型，善于从纪念碑式的人物上作更多的思考的缘故。
曼特尼亚在帕多瓦画了许多著名的湿壁画。如1454年起，为帕多瓦的爱列米塔尼教堂内的奥维泰里小礼拜堂所作的壁画，前后工作了5年，获得了很大的社会声誉（可惜这些壁画在第二次世界大战时期，被英美军队用大炮轰毁了）；1474年，为曼托瓦的公爵宮而作的婚礼房壁画等等。
曼特尼亚是一位多产的教堂壁画家，他的壁画反映了15世纪下半叶北部画派的典型风格。《圣塞巴斯提安》也是他最有代表性的人物杰作之一。圣塞巴斯提安是圣经传说中一位罗马的殉道者，他曾在罗马的军队中传道，后被反对基督教的罗马皇帝逮捕，并命令用乱箭把他射死。在公元5世纪前，基督教未被允许公开活动的时日里，罗马的统治者对待基督徒的屠杀是十分残酷的。在罗马走向全面崩溃的前夕，为这种宗教而死去的殉道者决不止圣塞巴斯提安一人，历史上这种灭教行动也屡见不鲜，所以圣塞巴斯提安被作为宗教传说中的圣徒，是不难理解的。15世纪时教会也多次利用这一题材，艺术家借助这个人物，来表彰为人民的权利而捐躯的牺牲者，而曼特尼亚较早地作了这一尝试。
这里的殉道者被绑在一根象征罗马凯旋门的柱子前，人已被乱箭射死，其中一枝箭是从殉道者的下颏射出前额，表明乱箭是从四面八方射来的。后面的柱式是科林斯式，似乎说明背景的建筑已近于罗马5世纪前的公共建筑物。画家想通过这些细节表明一个真实的历史环境，但由于受到透视原理的局限，画面背景与人物并不显得协调。如果把这幅画看成是揭露古代暴政的历史题材，倒也许能使我们对曼特尼亚的艺术有更多的崇敬。当时这种画除了以壁画形式表现外，还有绘制在木板上的，这一幅画就是木板画，它作于1455至1460年间。 曼特尼亚，原是意大利著名考古学家斯克瓦尔古涅的养子，在这位学者的影响下，画家对于历史与古代文物自小就产生浓厚的兴趣，而这正是人文主义艺术家的才智的又一重要方面。

## 主要作品

### 蛋彩画
- 《圣塞巴斯提安》
- 《哀悼死去的基督》
- 《凯撒的胜利》
- 《园中祈祷》

### 壁画
- 婚礼房
- 《圣母升天》
- 《奥维泰里壁画》

### 版画
- 《与海怪的战斗》
- 《圣母与圣婴》
- 《基督下葬》